# Khalil Taha
Pour les articles homonymes, voir Taha.
Khalil Taha (né le 13 juillet 1932 et mort le  27 juillet 2020) est un lutteur libanais spécialiste de la lutte gréco-romaine. Il participe aux Jeux olympiques d'été de 1952 dans la catégorie des poids mi-moyens (67-73 kg). Il y remporte la médaille de bronze.

## Palmarès

### Jeux olympiques
- Jeux olympiques de 1952 à Helsinki
  -  Médaille de bronze en moins de 73 kg.

### Jeux méditerranéens
- Jeux méditerranéens de 1951 à Alexandrie
  -  Médaille de bronze en moins de 78 kg.